# Космос-2152
Космос-2152 је један од преко 2400 совјетских вјештачких сателита лансираних у оквиру програма Космос.
Космос-2152 је лансиран са космодрома Плесецк, СССР, 10. јула 1991. Ракета-носач Сојуз је поставила сателит у орбиту око планете Земље. Маса сателита при лансирању је износила 6300 килограма. Космос-2152 је био војни сателит за фотографску картографију.